# Probable Cause
Probable Cause (Caso seguro en España y Causa Probable en Argentina) es un telefilme canadiense de crimen dirigido por Paul Ziller y protagonizada por Michael Ironside, Kate Vernon y Kirk Baltz.

## Argumento
En Edmonton hay una serie de asesinatos de policías por la noche sin que se logren resolver. Todos fueron asesinados con un cuchillo de carne. El detective Gary Yanuck es el responsable de resolverlo, pero no tiene pistas. Después del cuarto asesinato, por tener problemas, con su anterior colega, se le asigna como colega a Lynn Reilly, de la que se siente atraído.
Yanuck descubre, que es sonámbula y que tiene problemas de memoria sobre su pasado. También descubre en los siguientes tres asesinatos indicios que ella podría ser el asesino. Adicionalmente se da cuenta de que alguien borró de los archivos que los asesinados eran del mismo grupo de la academia, cosa que no apareció antes cuando los miró y que ella descubrió, lo que significa que no podía haber sido ella. Finalmente uno de sus colegas, John Sanchez, responsable de los asuntos de archivo y también relacionado con el caso, la mira con mucho reojo.
Después de más indagaciones de Reilly ella descubre que ella también era parte de ese grupo de la academia, cosa que no puede acordarse. El grupo era de nueve personas. También descubre, que Yanuck era el noveno, cosa que no es posible. Ambos están confundidos por ello, mientras que Yanuck empieza a sospechar, que ella los mata estando sonámbula a causa de un acontecimiento traumático relacionado con los asesinados.
Finalmente, durante la siguiente noche, Sanchez aparece con un fusil ante Gary Yanuck a las afueras de Edmonton y poco después aparece Reilly en un estado de sonambulismo. Sanchez la mata después de neutralizar temporalmente a Yanuck para ello aludiendo que se había dado cuenta de que ella era la asesina y que lo hizo para salvarlo. Sin embargo, mientras Sanchez trata luego de llamar a la policía, Yanuck se aproxima a ella y ella, ahora despierta, empieza a recordar todo antes de morir. Los asesinados la habían violado por envidia en la academia, porque era mejor que ellos, bajo amenaza de matarla con un cuchillo de carne si se resistía. Sanchez era uno de los violadores.
Yanuck se da entonces cuenta que fue Sanchez el que ocultó la información que todos los asesinados eran de la misma academia desde el comienzo porque sospechaba que era ella, cosa que pudo confirmar desde el cuarto asesinato, cuando apareció en el caso, que lo hacía subconscientemente y también el motivo al respecto, venganza. Adicionalmente permitió que continuase asesinando a los restantes para luego asesinarla a ella bajo la mentira de que quería matar a Yanuck, porque erróneamente pensaba que él era del mismo grupo de la academia, una información falsa que él orquestó, para hacerlo parecer como si lo hiciese por odio por ser policía y así encubrir la violación hacia ella que hicieron y su participación en ella.
Enfurecido y decidido a evitar que se salga con la suya, Yanuck coge el cuchillo que Reilly tenía y que en realidad quería utilizar contra Sanchez, y lo mata para hacerlo luego aparecer como si ella lo había matado antes de morir por el disparo para luego contar todo a Yanuck antes de morir estando él inconsciente durante el acontecimiento entre Sanchez y Reilly. Una vez hecho eso, él se encarga que sus colegas de la policía se ocupen del resto informándoles de todo correspondientemente estando al final en paz respecto al asunto aunque también traumatizado por lo ocurrido respecto a Reilly.

## Reparto
| Actor            | Papel                   |
| ---------------- | ----------------------- |
| Michael Ironside | Detective Gary Yanuck   |
| Kate Vernon      | Detective Lynn Reilly   |
| Kirk Baltz       | John Sanchez            |
| Craig T. Nelson  | Teniente Louis Whitmire |
| James Downing    | Matthew Buretti         |
| Paul Coeur       | Ben Stroud              |
| David McNally    | Jason Healy             |
| Shaun Johnston   | Henry Davarrio          |
| M. Emmet Walsh   | Sadler                  |

## Producción
La película fue rodada en Edmonton, Alberta, Canadá.

## Recepción
En el presente, el telefilme ha sido valorado en portales cinematográficos. En IMDb, por ejemplo, con aproximadamente 255 votos registrados, la película obtiene una media ponderada de 5,2 sobre 10. En cuanto a Rotten Tomatoes, los menos de 50 votos registrados allí le dieron una valoración media de 2,1 de 5.